# Pruszanka
Pruszanka (lit. Prušinė) – wieś na Litwie, w okręgu wileńskim, w rejonie wileńskim, w gminie Niemenczyn.

## Historia
Pod zaborami zaścianek. W XIX i w początkach XX w. położona była w Rosji, w guberni wileńskiej, w powiecie wileńskim, w gminie Niemenczyn. Po I wojnie światowej pod administracją polską, w Zarządzie Cywilnym Ziem Wschodnich. W latach 1920–1922 w składzie Litwy Środkowej.
Od 11 kwietnia 1922 leżała w Polsce, w województwie wileńskim, w powiecie wileńsko-trockim, do 1 kwietnia 1927 w gminie Niemenczyn, następnie w gminie Podbrzezie. W 1931 miejscowość liczyła 36 mieszkańców, zamieszkałych w 6 budynkach.
Po II wojnie światowej w granicach Związku Sowieckiego. Od 1991 na niepodległej Litwie.